# Aleksandyr Dimitrow
Aleksandyr Dimitrow (bulgarisch Александър Димитров; * 26. Dezember 1909 in Bugarievo bei Thessaloniki; † 17. Mai 1944 in Plowdiw) war ein bulgarischer Politiker. Er agierte auch unter dem Pseudonym Sascho.

## Leben
Er studierte von 1935 bis 1937 in Moskau. Von 1939 bis 1941 hatte er dann die Funktion des Sekretärs des Zentralkomitees des bulgarischen Arbeiterjugendverbandes inne. Ab 1941 war er Mitglied des Zentralkomitees der Bulgarischen Kommunistischen Partei. Von 1941 bis 1943 war er in einem Konzentrationslager inhaftiert. Anfang 1944 war er dann eine der führenden Personen im bewaffneten Kampf der Zweiten aufständischen operativen Zone in Bulgarien. Er wurde bei einer bewaffneten Auseinandersetzung mit der Polizei getötet.